# Карол-Матей Иванчов
Карол-Матей Иванчов е банатски българин, писател и общественик.
Роден е в Стар Бешенов, окръг Тимиш, в географско-историческата област Банат, Румъния, на 9 април 1934 г.
Председател е на дружеството на банатските българи в Румъния в периода 1989 – 2006 г. Автор е на сборници „Банатски български фолклор“.